# Ulli Baumann

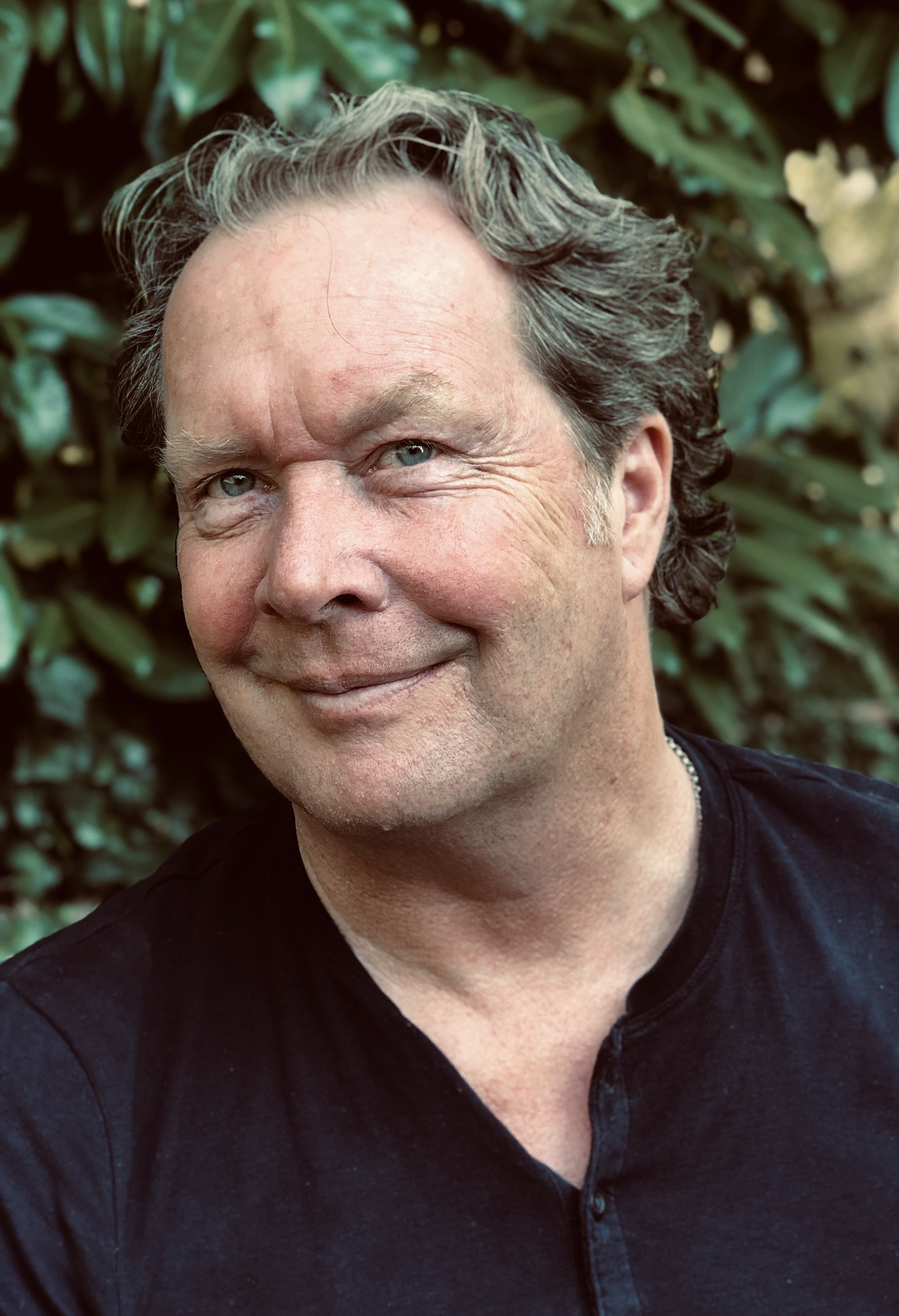
Ulli Baumann (2018)

Ullrich „Ulli“ Baumann (* 8. August 1962 in Stuttgart) ist ein deutscher Filmregisseur und Filmproduzent.

## Leben
Nach dem Studium der Kunstgeschichte und Literaturwissenschaft in Stuttgart arbeitet Baumann seit 1988 als Regisseur. Er hat zahlreiche Fernsehspiele und Serien als Regisseur oder Produzent betreut.
Im Jahr 1995 führte er Regie bei Club Las Piranjas. Zwischen 1996 und 2002 drehte er als Regisseur den Pilotfilm und 91 Folgen der Comedy Nikola mit Mariele Millowitsch und Walter Sittler in den Hauptrollen. 1997 gewann die Serie den UNDA-Spezialpreis auf dem Festival Goldene Rose von Montreux. 1998 erhielt Baumann für Nikola den Adolf-Grimme-Preis und 2005 den Deutschen Fernsehpreis als „Beste Sitcom“.
Zwischen 1998 und 2003 führte er Regie beim Pilotfilm und 65 Folgen der Reihe Ritas Welt, in der er einen Cameo-Auftritt hatte (Staffel 3, möglicher Autokäufer in der Episode Kurvenwunder). Neben zahlreichen Serien hat er Musikvideos unter anderem für die Fantastischen Vier gedreht. Weitere Comedy-Formate, für die Baumann arbeitete, waren Alles Atze mit Atze Schröder, Mein Leben & Ich mit Wolke Hegenbarth, die ZDF-Serie Typisch Mann! mit Thomas Heinze, die 2005 für den Adolf-Grimme-Preis und den Deutschen Fernsehpreis nominiert war, Beck is back! mit Bert Tischendorf und Schwester, Schwester – Hier liegen Sie richtig! mit Caroline Frier.
Von 2010 bis 2017 führte er Regie in zehn Episoden der Inga-Lindström-Verfilmungen, unter anderem Mein falscher Verlobter, Prinzessin des Herzens, Der Tag am See, Leg dich nicht mit Lilli an und Liebesreigen in Samlund.
Baumann lebt in Köln.

## Auszeichnungen / Preise
- Adolf-Grimme-Preis
- Goldene Rose von Montreux
- Deutscher Fernsehpreis für Ritas Welt
- Deutscher Comedypreis